# Международна търговска палата
Международната търговска палата (на английски: International Chamber of Commerce, ICC), срещано и като Международната търговска камара, е най-голямата и най-представителна бизнес организация в света. Нейни членове са стотици хиляди компании от повече от 180 страни, които имат интереси във всички сектори на частната инициатива.
Основната мисия на МТК е да насърчава презгpаничната търговия и инвестиции и да помага на бизнес корпорациите да посрещнат предизвикателствата и възможностите, произтичащи от глобализацията.
ICC има три основни дейности: определяне на правила, арбитраж и представяне на становища по важни въпроси на международната икономическа политика.
ICC има изключителната компетентност в изготвянето на правила, определящи поведението на бизнеса по цял свят. Въпреки че тези правила са доброволни, те се съблюдават при хиляди транзакции всеки ден и са станали съществена част от международната търговия.
ICC предоставя и съществени услуги за международния бизнес, най-важните от които са Международния арбитражен съд и Световната федерация на камарите. Бизнес лидерите и експертите, членуващи в ICC определят позицията на бизнеса по най-съществените въпроси, свързани с междуправителствената политика по трансгранична търговия и инвестиции, както и взема отношение по жизненоважни технически и секторни проблеми. Това включва финансови услуги, информационни технологии, телекомуникации, етична маркетингова практика, околната среда, транспорт, регулация на конкуренцията и интелектуалната собственост.
ICC се радва на тясно сътрудничество с ООН и други междуправителствени организации, включително Световната търговска организация и Г-7.
ICC е основана през 1919 г. и обхваща стотици хиляди компании и асоциации – членки от повече от 130 страни. Националните комитети на ICC работят със своите членове по ключови въпроси, засягащи бизнеса на национално ниво и представят на своите правителства становищата, формулирани от ICC.

## Стратегически приоритети

### Стратегически приоритети на МТК
- Засилване ролята на МТК като глобален лидер в търговската и инвестиционна политиката и защита, в създаването на правила и разрешаването на спорове;
- Засилване ролята на международния арбитраж на ICC и разширяване на неговото влияние в новите икономики, особено в Азия;
- Поддържане на глобална мрежа от силни национални комитети;
- Да привлича повече висши ръководители, които да са активни в ICC, посредством провеждане на годишен форум на изпълнителните директори, началото на който се поставя през юни 2008 в Стокхолм, по време на „Световната бизнес конференция на високо равнище на МТК“;
- Засилване на влиянието и репутацията на ICC като глас на световния бизнес сред правителствените органи и междупpавителствените организации.

Основната мисия на МТК е да подкрепя търговията и инвестициите отвъд всички граници.
МТК получава уникална легитимност на глобално ниво не само чрез присъствието си в 130 страни, сред фирми във всички сектори на икономиката, но и чрез своята неизменна подкрепа от близо 90 години за отворена система на международна търговия и инвестиции и на пазарната икономика.
МТК създава широк набор от доброволни правила, указания и общоприети принципи, понякога познати като „търговски инструменти“, които улесняват международния бизнес и спомагат за разпространението на най-добрите практики сред компаниите.
Нова, подобрена версия на всеобщо приетите правила на МТК за използването на документарните кредити, влиза в сила в средата на 2007 година. През 2008 започва поредното осъвременяване на Инкотеpмс.
Важно качество на МТК е нейният привилегирован консултативен статус с важни междуправителствени организации и нейният дълъг опит в изразяване на гледните точки на бизнеса за оказване на влияние на междуправителствено ниво.

## Структура

### Национални комитети
В 90 държави членовете на ICC са установили официални структури, наречени национални комитети. В страните, където няма национални комитети, компаниите и организациите, като търговските камари и професионалните асоциации, могат да станат директни членове.
ICC има изключителен достъп до националните правителства чрез своята мрежа от национални комитети.<rеf>За списък на националните комитети и техните контакти, посетете [www.iccwbо.оrg].</rеf>

### Международен секретариат
Международният секретариат, намиращ се в Париж, е оперативният орган на ICC. Той разработва и изпълнява работната програма в подкрепа на гледната точка на бизнеса пред междупpавителствените организации по ключови въпроси на икономическата политика и конкретни проблеми на трансграничната политика и инвестиции. Международният секретариат се ръководи от генерален секретар, който се назначава от Световния съвет.

### Световен съвет
Висшето управително тяло на ICC е Световният съвет, съставен от представители на националните комитети. Световният съвет избира най-висшите служители на ICC, включително председателя и заместник-председателя, всеки от които се избира за срок от две години.
Председателят, заместник-председателят и почетният председател (непосредствено предшестващият председател) предоставят на организацията световно управление на най-високо ниво.

### Изпълнителен съвет
Стратегическата посока на ICC се определя от нейния Изпълнителен съвет, състоящ се от повече от 30 бизнес лидери. Той се избира от Световния съвет по препоръка на председателите. Чрез срещи три пъти годишно, Изпълнителният съвет ръководи установяването на стратегическите приоритети на ICC и изпълняването на нейната политика.

### Финансов комитет
Финансовият комитет съветва Изпълнителния съвет по всички финансови въпроси. От името на Изпълнителния съвет той подготвя бюджета и редовни доклади за борда. Мониторира финансовата дейност на ICC и управлява приходите и разходите на организацията.
Председателят се избира от Световния съвет на ICC.

## Дейност

### Комисии
Голяма част от работата на ICC се основава на изработване на правила и указания за улесняване на международната търговия, което се извършва от специализирани работни органи, познати като комисии. Съставени от бизнес експерти, които са членове, комисиите също изготвят становища по съществени въпроси, които засягат бизнеса глобално.

### Предпочитан бизнес партньор на ООН
През годините ICC е активно свързана с работата на следните организации на ООН: Economic and Social Council (ECOSOC),  International Telecommunication Union (ITU), UN Commission on International Trade Law (UNCITRAL), UN Conference on Trade and Development (UNCTAD), UN Commission on Sustainable Development(UNCSD), UN Development Programme (UNDP), UN Economic Commission for Europe (ECE), UN Environment Programme (UNEP), World Customs Organization (WCO), World Health Organization (WHO) и World Intellectual Property Organization (WIPO).

### Търговия, инвестиции и глобализация
Борбата за отворена световна икономика и пазарна система все още не е спечелена, за което свидетелстват трудностите при преговорите за многостранна търговия в Доха. Успешната интеграция на развиващите се страни в глобалната икономика чрез засилени търговия и инвестиции е едно от най-големите предизвикателства пред международната общност.

### Бизнес и общество
Очакванията на обществото за ролята на бизнеса се променят бързо и покриват всичко – от околната среда до взаимоотношенията в общността. За да обърне внимание върху тези нови изисквания, ICC осигурява участието на бизнеса в по-важните инициативи, като UN Global Compact, която предлага ръководство на бизнеса за подкрепа на човешките права.

### Изработване на правила
В основата на международната търговия стоят правила, норми, стандарти и инструменти, които подпомагат ежедневния поток на глобалната търговия, системата, поддържаща транснационалната търговия и инвестиране. В своята историческа функция на писане на правила, ICC е развила голям брой доброволни правила, указания и кодекси за улесняване на бизнеса и разпространяване на най-добрите практики. Тези правила помагат за подсилване на саморегулацията на бизнеса, осигуряват неоценима услуга за бизнеса по света и са използвани при транзакции, на стойност милиарди долари всеки ден.
Най-широко използваният набор от правила в международните финанси, UCP 600 Uniform Customs and Practice for Documentary Credit, е преработен през 2006 г. и действа от средата на 2007 г.

### Саморегулация на бизнеса
Осмото издание на Консолидирания и разширен кодекс на ICC за рекламата и маркетинга, от първото си появяване през 1937, определя високи етични критерии за саморегулация на индустрията в медийна ера. Това включва нови указания във всичко, от рекламирането по интернет до изпращането на съобщения. За подпомагане на борбата с детското затлъстяване, рамката на ICC за отговорен маркетинг на храните и напитките предоставя серия от указания, които определят строги стандарти за рекламата, насочена към деца.

### Инкотеpмс
Международните търговски условия на ICC, известни като Инкотеpмс, помагат да се избегне правната несигурност, чрез определянето на ясни задължения между купувача и продавача в договорите при транснационалните продажби и са подкрепени от Комисията на Обединените нации по Международно търговско право. Тези условия, като например FOB (Free on Board), са включвани в договори за продажба по цял свят и са станали част от ежедневния език на търговията.

### Примерни договори
Серията на ICC от примерни договори са изключително необходимо средство за безпрепятствена търговия. Примерният договор е законово средство, което всяка компания може да приспособи към своите нужди. По този начин се скъсява времето, което тя ползва за преговори, което от своя страна спестява пари и улеснява търговията. Моделът за договор за конфиденциалност например помага както на малкия бизнес, така и на големия, да защити конфиденциалността на използваната информация. Други в серията са договор за дистрибуция и международен договор за франчайзинг.

### Указания за сертификат за произход
Този комплект от указания за издаване на сертификат за произход, използван от митниците като основно средство за прилагане на тарифи е първият комплект от международни процедури по този въпрос и е базиран на работата на Световната федерация на камарите на ICC. Тези доброволни правила помагат да се ръководи поведението на бизнеса по цял свят и подпомага работата на търговците и митническите служители по еднакъв начин.

### Арбитражен съд
Арбитражният съд осигурява бързо и гъвкаво разрешаване на спорове.
Международният арбитражен съд на ICC е системата, която се ползва с най-голямо доверие в сферата на търговския арбитраж в целия свят, с разгледани повече от 14 500 случая от нейното основаване през 1923. През последното десетилетие се увеличи значително работата на Съда, както и неговата репутация за предоставяне на услуги по цял свят за бързо, гъвкаво разрешаване на спорове. Броят на членовете на Съда също се разрасна и включва 86 страни.

## МТК в България

### Основатели на Националния комитет в България на Международната търговска камара
Националният комитет е учреден през ноември 2007 г. от Конфедерацията на работодателите и индустриалците в България (КРИБ), Cофаpма АД, Аpома АД, Алфа Финанс Холдинг АД, Оpгахим АД, Евpо-финанc АД и Адвокатско дружество „Събев и съдружници“.

### Цели и дейност
Националният комитет има за цел да:
- популяризира международната търговия, услуги и инвестиции и да премахва пречките и диспропорциите в международната търговия;
- да популяризира системата на пазарната икономика основана на принципите на свободна и честна конкуренция между търговските предприятия;
- да спомага за икономическия растеж както на развитите пазарни икономики, така и на нововъзникващите икономики;
- да представлява българската търговска и професионална общност и индустриалните предприятия в международната общност;
- да координира дейността на българската бизнес общност и да представлява нейните интереси в отношенията с местни и чуждестранни лица по въпроси, свързани с международната търговия;
- да спомага за самоуправлението на бизнеса.

За постигане на целите си Националният комитет осъществява следната дейност:
- Делегира представители в комисиите и работните групи на МТК, които са важни за българската бизнес общност.
- Разпространява своевременно сред своите членове информацията, получена от Международната главна квартира, включително доклади от работата на комисиите, кореспонденция, изследвания и въпросници, документи и доклад за дейността на МТК.
- Организиране на издателска дейност и pазпpоcтpанение на оригинални и преводни публикации на ICC – бизнес партньорство с „Икономедиа“;
- Организира и провежда обучителни семинари и конференции по ключови теми като международен арбитраж, банкова техника и практика, финанси и застраховане, инкотеpмc, информационни технологии и др.
- Създаване и pазпpоcтpанение на периодичен електронен бюлетин.

### Комисии
- Арбитраж
- Банкова техника и практика
- Търговско право и практика
- Маркетинг и Реклама
- Конкуренция
- Финансови услуги и осигуряване
- Митнически и търговски регулации
- Интелектуална собственост
- Данъчна политика
- Транспорт и логистика
- Търговия и инвестиции
- Корпоративна отговорност и антикорупция
- Електронен бизнес, IT и телекомуникации
- Околна среда и енергия
- Бизнес инициатива срещу фалшифицирането и пиратството (Business Аctiоn to Stop Counterfeiting and Piracy – BАSCАP)
- Консултативна група по корпоративни икономически въпроси
- Бизнес инициатива за подкрепа на информационното общество (BАSIS)